# Бруншвик
Бруншвик (словен. Brunšvik) — поселення в общині Старше, Подравський регіон‎, Словенія.